# Unión do Povo Galego
La Unión do Povo Galego (UPG; 'Unión del Pueblo Gallego' en español) es un partido político español de ámbito gallego, de ideología nacionalista gallega y comunista. Se define como «comunista patriótico, porque asume la lucha de liberación nacional» (según el artículo 1 de sus estatutos).
Fue fundado en 1964, teniendo como aspiración la independencia de Galicia y su transformación en un Estado socialista. Impulsó la creación de frentes nacionalistas como la Asemblea Nacional-Popular Galega (ANPG), el Consello de Forzas Políticas Galegas, el Bloque Nacional-Popular Galego (BNPG) y el Bloque Nacionalista Galego (BNG). Desde 1982 es uno de los partidos integrantes de esta última coalición. Publica la revista Terra e Tempo y su presidente es Bautista Goyel Álvarez Domínguez. Tiene unos 1300 militantes.
La Unión da Mocidade Galega ('Unión de la Juventud Gallega') es su organización juvenil desde 1977, año en que se constituyó.

## Historia

### Primera fundación
En noviembre de 1963 Xosé Luís Méndez Ferrín, Xaime Quessada Porto, Bautista Álvarez, Reimundo Patiño, Luís Gonçales Blasco "Foz" y Xosé Antonio Arjona, integrantes del grupo Brais Pinto de Madrid fundaron la Unión do Povo Galego como partido marxista y nacionalista gallego que se integra en el Consello da Mocedade, en el que acaba por diluirse.

### Refundación
En 1964 el Consello da Mocedade, bajo la dirección de Ramón Piñeiro, expulsó al sector izquierdista, que procedió a refundar la UPG en Santiago de Compostela el 25 de julio de 1964 integrando al grupo Brais Pinto, a antiguos militantes de la Federación da Mocidades Galeguistas (como Celso Emilio Ferreiro) y del Partido Comunista de España (Luís Soto) y a nacionalistas de izquierda, en total no más de 25 personas.
La línea ideológica estuvo muy influida por la revolución cubana y los movimientos de liberación nacional del Tercer Mundo.Los seguidores de esta corriente nacionalista gallega de izquierdas en esta época se organizaron en forma de tres movimientos que darían lugar al futuro Partido Socialista Gallego, la asociación política Galicia Socialista y el refundado UPG.
En un primer momento UPG mantuvo líneas de colaboración con el Partido Comunista de España (PCE) pero no duraron mucho tiempo transformándose en rivalidad, acusando al PCE de "españolismo". La oposición a la construcción de un embalse de Castrelo de Miño (1966) constituyó la primera actuación pública importante de la UPG.
En 1971 la expulsión de Xosé Torres y sus seguidores, que se unieron al Movimiento Comunista, dejó la organización casi sin militantes en Ferrol y Santiago de Compostela. Vigo se convirtió así en el principal núcleo de una organización que en ese momento no sobrepasaba los 50 militantes, reforzando su primacía cuando Galicia Socialista, en la cual militaba Camilo Nogueira Román, se integró en la UPG.

### Expansión
No será hasta la formación de Estudantes Revolucionarios Galegos (ERGA) por parte de Manuel Mera en 1972 cuando la UPG comience a aumentar su base social, a lo que le siguió en primavera de 1973 la formación del Fronte Obreira de la UPG dirigida por Moncho Reboiras y al año siguiente Comisións Labregas.
En el marco de las relaciones que estableció con otros partidos independentistas de Europa, firmó en febrero de 1974 con la Unión Democrática Bretona (UDB) y el Movimiento Republicano Irlandés (del que formaban parte el IRA Provisional y el Sinn Féin) la Carta de Brest, en el que se defendía el derecho a la autodeterminación de los pueblos europeos para formar una futura Europa socialista de los pueblos. Al documento se sumaron posteriormente Herriko Alderdi Sozialista, Cymru Goch, PSAN-Provisional, Esquerra Catalana dels Treballadors, Su Populu Sardu y Loita Occitana. También desarrolló los contactos que venía manteniendo después de la Revolución de los Claveles (25 de abril de 1974) con fuerzas de la extrema izquierda en Portugal favorables a la toma armada del poder cómo la Liga de Unidade e Ação Revolucionária (LUAR), el Partido Revolucionario del Proletariado o el Movimiento de las Fuerzas Armadas (MFA). Como consecuencia de la política de pactos que seguía la UPG, un sector encabezado por Manuel Mera y que tenía detrás al Comité Local de Santiago de Compostela dejó el partido, aunque la mayoría volvería poco después.
Por otra parte, desde 1970 había voces dentro de la UPG que postulaban la necesidad de una fase armada en el marco de la revolución nacional-popular y con el apoyo de ETA (pm) la UPG formó un Fronte Armada (de no más de 10 personas) con el que realizó algunos atracos, pero en agosto de 1975 la Policía franquista dio muerte a Moncho Reboiras y detuvo 4 miembros del grupo armado, dando fin al uso del terrorismo para alcanzar sus fines políticos.

### Transición
La dirección de la UPG pasó a establecerse en Portugal y aunque se realizaron aún algunos actos conjuntos con ETA la UPG dejó de realizar acciones armadas dando prioridad a la acción política para lo cual apoyó a la Asemblea Nacional-Popular Galega (ANPG), la cual se presentó públicamente en enero de 1976 y tenía como objetivo la formación de un gobierno gallego provisional tras tomar el poder. Al tiempo, también en enero de 1976 se formó el Consello de Forzas Políticas Galegas, en el que estaban el Partido Socialista Galego, Partido Galego Social Demócrata y la UPG. El Consello publicó en abril del mismo año las denominadas Bases Constitucionais (Bases constitucionales), en las que se recogía el deseo de creación de un estado confederal en España, formalizar un gobierno provisional gallego, para a continuacón iniciar la reclamación del derecho a la autodeterminación para Galicia. Más tarde se integraron en el Consello el Partido Carlista y el Movimiento Comunista de Galicia (MCG). En noviembre el CFPG entra en crisis tras la inclusión del MCG, el cual se negó a que sus miembros dejaran Comisiones Obreras para ingresar en el Sindicato Obreiro Galego como le pedía la UPG, por lo que esta y el PGSD dejaron el Consello.
Para concurrir a las primeras elecciones democráticas tras la muerte de Francisco Franco, en 1977, la UPG articuló un frente nacionalista, el Bloque Nacional-Popular Galego, que integraban la UPG y la ANPG. Tras las elecciones se escindió el sector encabezado por Camilo Nogueira Román que formó el Partido Obreiro Galego. Previamente, había salido del partido el sector que dio origen a UPG-liña proletaria, encabezado por Xosé Luís Méndez Ferrín, que había sido expulsado de la dirección de UPG y la acusaba de "derechización, progresivo acatamiento de las instituciones españolas e interclasismo".
Entre abril y mayo de 1981 la UPG vivió una crisis interna entre los partidarios de profesionalizar y dar más peso al BNPG, minoritarios, y aquellos que se oponían, mayoritarios. La razón de fondo era ideológica, ya que el sector más intransigente de BNPG se inclinaba al rechazo de la Constitución de 1978 y el Estatuto de Autonomía gallego de 1980 porque podría implicar el abandono de la reclamación del derecho de autodeterminación. Por otra parte, el sector mayoritario era favorable a aceptar el nuevo marco político para de hecho abandonar el compromiso recogido en Bases Constitucionais. La crisis terminó con la expulsión del sector minoritario (que sin embargo era mayoritario en Vigo), encabezado por Francisco García Montes, secretario general de la Intersindical Nacional dos Traballadores Galegos; Bernardo Fernández Requeixo, secretario general de Comisiones Labregas y Agustín Malvido.
Tras estas disensiones, la UPG viró hacia la izquierda y dio apoyo a campañas a favor de los presos de ETA, aumentó sus relaciones con Herri Batasuna y protagonizó actos conjuntos con el Partido Comunista de España (reconstituido), el brazo político de los GRAPO. En febrero de 1982 el sector más centrista del partido dejó la UPG, encabezado por Pedro Luaces (exsecretario general) y fuerte en Lugo. Tras la victoria del PSOE en las elecciones generales de 1982 la UPG se mostró contrario a cualquier colaboración, ya que veía al gobierno de Felipe González como la cara amable del capitalismo. En este ambiente, en diciembre de 1983 Mariano Abalo fue elegido secretario general de la UPG.

### Aceptación de las instituciones
En 1986 se producen cambios en el nacionalismo gallego de izquierdas. El BNPG se transforma en Bloque Nacionalista Galego en un proceso de reformualción de los principios ideológicos de la formación con el abandono de Bases Constitucionais. UPG y Bloque Nacionalista Galego optan por el pragmatismo al aceptar participar en las instituciones, llevando a Xosé Manuel Beiras al Parlamento de Galicia y prometer la Constitución española de 1978. Este movimiento llevó a la escisión en julio de 1986 de 13 miembros del Comité Central y unas docenas de militantes que fundaron el Partido Comunista de Liberación Nacional (PCLN). Entre los escindidos estaban Mariano Abalo, Xan Carballo y Ramiro Oubiña.En este proceso también se formaliza la ruptura de relaciónes políticas con el partido Herri Batasuna, del independentismo de izquierdas vasco.
A partir de ese momento, el lugar de trabajo de la UPG fue el Bloque Nacionalista Galego. Con el BNG, la UPG alcanzó puestos institucionales de relevancia: diputados en el Parlamento de Galicia, diputados en el Congreso de los Diputados, diputados provinciales, alcaldes y numerosos concejales, siempre bajo las siglas del BNG.
Centrándose en una labor social a través del sindicalismo nacionalista unificado bajo las siglas Confederación Intersindical Galega (CIG).
En octubre del año 2000, celebró su X Congreso en Pontevedra. En el cual fijaron la vuelta de la secretaría general, puesto ocupado por Francisco Rodríguez Sánchez.
Celebró su XI Congreso Nacional en enero de 2005 en Santiago de Compostela, siendo reelegido como secretario general Francisco Rodríguez Sánchez.
El 15 y 16 de noviembre celebró su XII Congreso en Santiago de Compostela bajo el lema “O nacionalismo, a alternativa á globalización. Vivir, traballar e producir na nosa Terra“ ("El nacionalismo, la alternativa a la globalización. Vivir, trabajar y producir en nuestra tierra"). En el mismo, Bautista Álvarez presidente del partido renunció a la reelección de su cargo. Francisco Rodríguez Sánchez fue reelegido Secretario Xeral.
El 17 de junio de 2012, la UPG celebra en Santiago de Compostela su XIII Congreso bajo el lema "Confianza na capacidade de Galiza" ("Confianza en la capacidad de Galicia"). Francisco Rodríguez Sánchez cedió el relevo a Néstor Rego, produciéndose el relevo en la secretaría tras 12 años en el cargo.